# Galán
Galán – miasto w Kolumbii, w departamencie Santander.